# ジャン・アラン
ジャン・アラン（Jehan Alain, 1911年2月3日 サン＝ジェルマン＝アン＝レー - 1940年6月20日 ソミュール）はフランスのオルガニスト・作曲家。実名ジャン＝アリスト・アラン（Jehan-Ariste Alain）。第二次世界大戦に従軍して戦死した。オルガン曲や管弦楽曲など数々の楽曲は、20世紀音楽の中でも独創的な音楽作品に数えられている。

## 経歴
音楽家の家庭に生まれる。父アルベール（1880年-1971年）はアレクサンドル・ギルマンとルイ・ヴィエルヌに師事したオルガニスト・作曲家・オルガン建造家。ヴェルサイユのサン＝ルイ教会のオルガニスト、オギュスタン・ピエルソンにピアノを師事し、父親からオルガン演奏の手ほどきを受ける。
1927年から1939年までパリ音楽院に在籍し、アンドレ・ブロックの和声法とジョルジュ・コサードのフーガのクラスでそれぞれ首席となる。オルガンはマルセル・デュプレに師事し、その指導のもとに1939年にはオルガン演奏と即興演奏でも首席に輝く。ポール・デュカスとジャン・ロジェ＝デュカスに作曲を師事、1936年に《オルガン組曲》作品48によって「オルガン楽友賞（ Prix des Amis de l'Orgue）」に入賞。1935年にパリでオルガニストとして活動に入る傍ら、シナゴーグでもオルガン奏者に雇われている。1939年に残した、知られている限り唯一の録音も、シナゴーグで行われた6分間の即興演奏である。

## 作曲作品について
作曲家としての短い生涯は1929年、18歳のときに始まり、第二次世界大戦勃発までの10年間しか続かなかった。アランの作品は、同時代のクロード・ドビュッシーやオリヴィエ・メシアンの音楽語法だけでなく、東洋の音楽や舞踊・哲学への興味、ルネサンス音楽やバロック音楽といった古楽への関心、ジャズの流行に影響されている。
アランは、《レクィエム》を含む合唱曲や、室内楽、歌曲、ピアノ曲集といった作品があるにもかかわらず、とりわけオルガン曲の作曲家として著名である。最も有名な作品は《連祷 Litanies 》であるが、当初この作品は冗談音楽のように構想されていた。1937年に作成された初期稿には、次のような副題と添え書きが見られる。「小さな手押し車を押す男の物語。男の後ろには20人の警官がいて、男に視線を投げかけている。」しかしながら作曲から数週間後に、妹オディールがアルプス山中で遭難すると、楽しげな雰囲気を一掃して「連祷」と改題し、次のような序文を添えた。「キリスト教徒が苦悩に打ちひしがれた時、その魂は神の慈愛を哀願するよりほかに見出しうる言葉はなく、同じように敬虔な祈りを終わることなく繰り返す。理性は限界に達し、魂の飛翔に追いつくのは信仰心ばかりである。」《3つの舞踏 Trois Danses 》の第2曲「喪 Deuils 」は、亡きオディールに捧げられ、「ある英雄のよすがの葬送音楽」として発表された。
アランは1935年にマドレーヌ・ペヤン（Madeleine Payan）と結婚して3人の子を儲けた。いつも機械に興味をもっていたアランは、オートバイを乗り回しており、第8機甲師団にバイク伝令として配属された。1940年6月20日に、ソミュール東部戦線でドイツの先遣部隊を偵察中に、ル・プティ＝ピュイでナチス・ドイツ軍の一団に出くわした。アランは降伏を拒否して攻撃し、殺害された。
アランの最年少の妹こそが、国際的に著名なオルガニストのマリー＝クレール・アランであり、兄の作品の数々を録音している。あるインタビューの中で、彼女は兄ジャンについて次のように発言した。
モーリス・デュリュフレは、ジャン・アランへの音楽的な賛辞として、《アランの名による前奏曲とフーガ Prélude et Fugue sur le nom d'ALAIN 》を作曲した。